# Kim Lee (Andy Nguyễn)
Kim Lee, tên khai sinh Andy Nguyễn (sinh ngày 28 tháng 12 năm 1963 tại Hà Nội, mất ngày 18 tháng 12 năm 2020 tại Warszawa) là một drag queen người Ba Lan gốc Việt và nhà hoạt động vì quyền của người đồng tính. Ông đến từ Việt Nam, rồi từ đó đến Ba Lan với tư cách là người nhận học bổng để nghiên cứu vật lý hạt nhân tại Đại học Warszawa. Năm 1998, ông nhận quốc tịch Ba Lan.

## Qua đời
Ông qua đời vài ngày trước sinh nhật của mình vào ngày 18 tháng 12 năm 2020 do bị nhiễm COVID-19. Trước đó, ông đã hôn mê do thuốc trong hơn một tháng trên máy thở.